# 霹靂-15
霹靂-15（英文：PL-15 北約代號：CH-AA-10 亞巴頓，英語：Abaddon）是一款由中華人民共和國研製並生產的具有主動雷達制導、超視距作戰與射後不理能力的空對空導彈。

## 服役历程

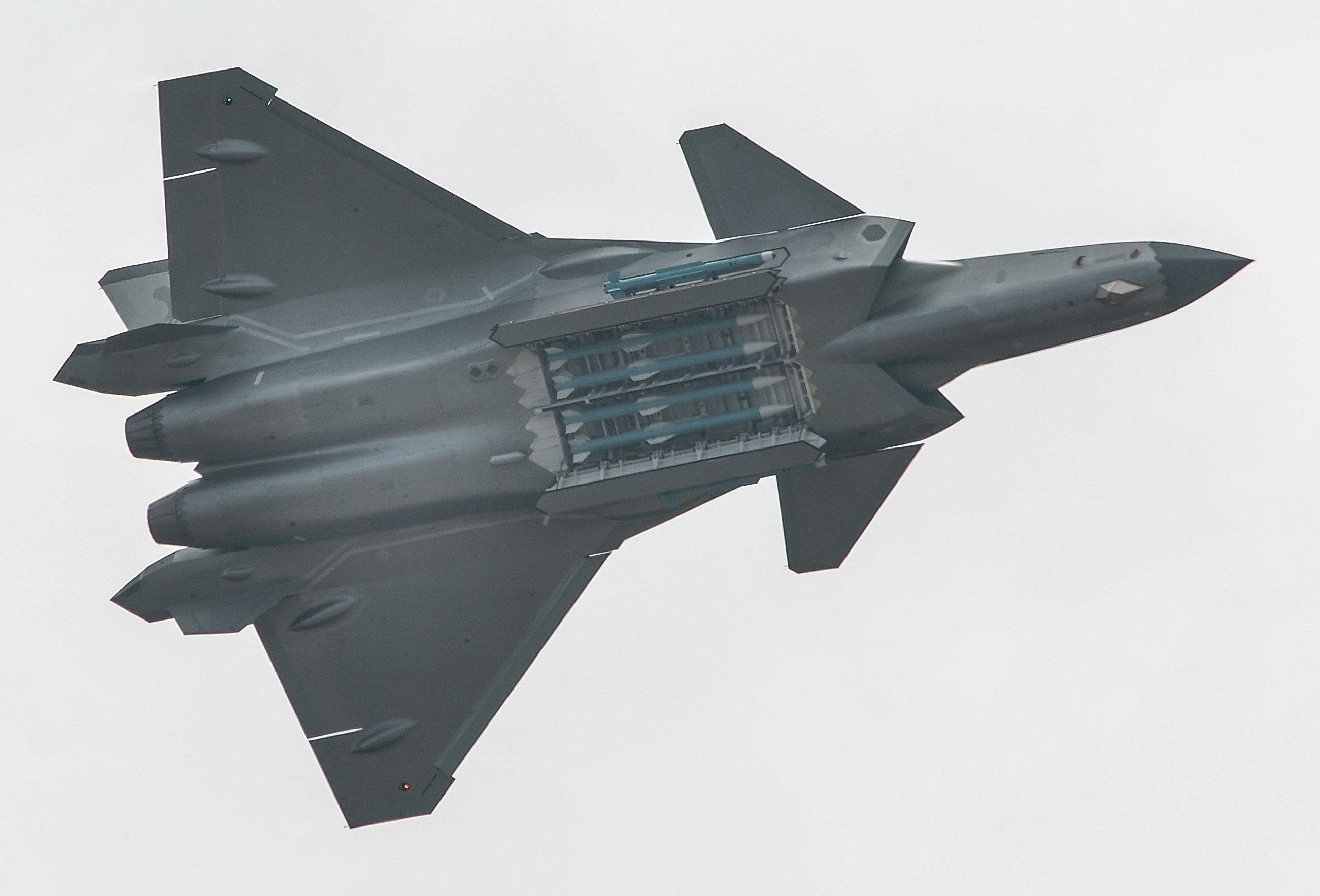
一架殲-20戰鬥機與其內部彈倉中的4枚霹靂-15導彈

PL-15研发始于21世纪初，2011年开始测试。2013年，歼20搭载霹雳15的照片首次流出，当时被民间称为霹雳13。2015年由官方媒体公开並服役，可以裝備在殲-10C、CE、殲-11B、殲-15、殲-16、殲-20、殲-35、JF-17 Block 3上，逐步取代霹雳-12成为中国海空军战斗机的主要空战武器。
2021年6月，巴基斯坦國防部正式下訂240枚霹靂-15導彈，並綑綁於該國的20架殲-10CE訂單，為該型導彈首次外銷。
2025年5月，在印度与巴基斯坦之间爆发的空战中，巴基斯坦空军使用多枚霹雳-15E导弹攻擊印度战机，并声称击落印度空军的三架阵风战斗机，一架苏-30MKK和一架米格-29战斗机。巴基斯坦官员公布了雷达数据和录音，证据至少確認一架陣風被摧毀。 在距印巴边境约90公里的印度旁遮普邦城市霍希亚布尔附近发现了霹雳-15E的残骸。 

## 性能
相比上一代的霹靂-12， 更大的霹靂-15具有更长的雷达探测距离，增强的抗干扰能力以及更远射程。該導彈配备了有源相控陣雷達，长4米，重230公斤，并装有双脉冲固体火箭发动机，最大速度5马赫。2021年中国航展上展出了PL-15的出口型PL-15E，根据展览中公开的数据，PL-15E重210kg，射程145km，而業界推測中国人民解放军空军自用版本的合理射程在200公里以上。
在2018年第十二屆中國國際航空航天博覽會上，兩架中國人民解放軍空軍的殲-20戰鬥機打開了內置彈艙，彈倉中有4枚霹靂-15和2枚霹靂-10。2024年中國國際航空航天博覽會上展出了另一種采用折叠尾翼的PL-15E，可能用于装备在J-20或J-35弹舱内。
霹靂15使得中國人民解放軍的區域拒止能力獲得了顯著提升，因為它可直接對加油機和預警機這樣的高價值目標進行有效攻擊。

## 使用國
- 中国
  - 中国人民解放军空军
- 巴基斯坦
  - 巴基斯坦空军：至少240枚外贸版PL-15E。[15]

### 相似武器
- AIM-260聯合先進戰術飛彈
- 流星導彈
- 霹靂-21
- Vympel R-33
- 霹靂-12